# Asparuh al Bulgariei
Hanul Asparuh (numit și Asparukh, Isperih sau Ispor; în bulgară Аспарух), (n. 640 d.Hr. – d. 701 d.Hr., Nipru, Regiunea Smolensk, Rusia) a fost un conducător al bulgarilor între 681 și 701. De asemenea, este considerat întemeietorul Primului Imperiu Bulgar. Asparuh a fost un membru de seamă al clanului Dulo, care se considerau urmașii lui Attila, regele hunilor.

## Ascensiunea
Într-o cronică în care sunt menționați hanii bulgari, Asparuh este membru al clanului Dulo și a domnit 61 de ani. Această perioadă lungă de timp nu poate fii aceptată de către istorici ca durata domniei lui Asparuh, ci a vieții lui. În acord cu cronologia propusă de Moskov, Asparuh a domnit între 668 – 695. Alte cronologii ne menționează anul de sfârșit al domniei sale în 700 sau 701. Conform surselor bizantine, Asparuh a fost fiul mic a lui Kubrat, care a întemeiat un măreț stat numit Bulgaria Mare în stepele Ucrainei. Asparuh a obținut experiență în politică datorită lungii domnii a tatălui său, care a murit probabil în 665. După o sursă a cărei autenticități este disputată, Asparuh a fost făcut conducătorul tribului onogurilor de către tatăl său.
După moartea lui Kubrat, Asparuh a fost recunoscut conducător conducător de către fratele său mai mare, Batbayan. Cei doi au fost obligați să părăsească stepele Ucrainei din pricina raidurilor hazare din 668.

## Întemeierea Primului Imperiu Bulgar

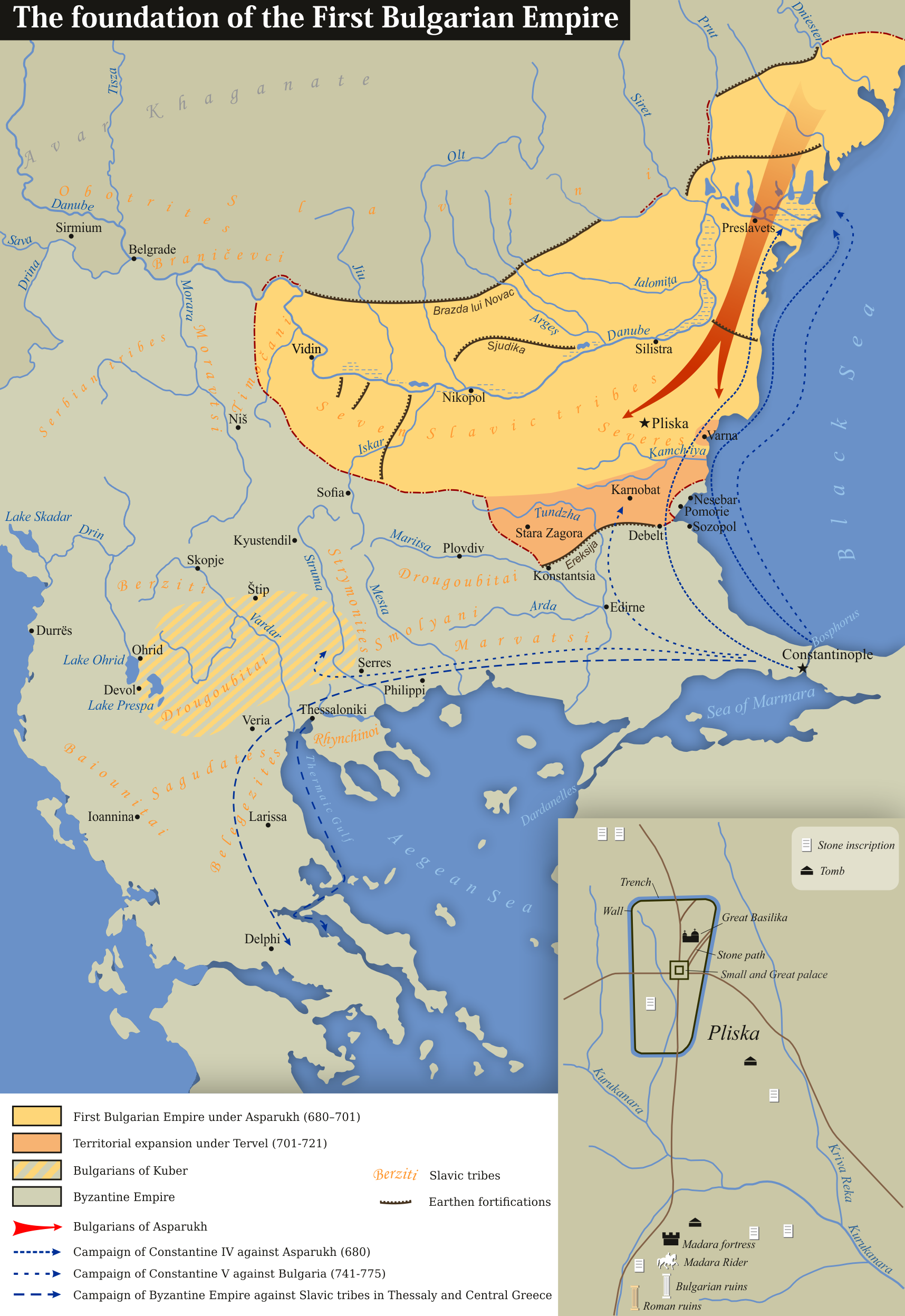
Fondarea Primului Imperiu Bulgar

Asparuh s-a stabilit în fruntea a 30.000 - 50.000 de bulgari în delta Dunării, pe insula Peuce. În tot acest timp, Constantinopolul era asediat de califul arab, Muawiyah I (674 – 678), permițându-i lui Asparuh să se pregătească pentru atacul inevitabil al bizantinilor. După ce asediul a fost ridicat, împăratul Constantin al IV-lea strânge în grabă o armată și pornește înspre noul așezământ al bulgarilor în 680. Forțat să-și abandoneze armata din cauza unor afecțiuni, moralul trupelor sale scade drastic. Forța bizantină dezorganizată este distrusă de cea bulgară în bătălia de la Ongala din vara lui 680. Prin acestă victorie, Asparuh cucerește Moesia, fondând Primul Imperiu Bulgar.

Monograma lui Asparuh.

## Domnia
Victoria bulgarilor le-a permis ocuparea Moesiei locuită de triburi slave, cu care se vor încheia alianțe. Asparuh va conduce un raid peste munți în provincia bizantină, Tracia, în 681, iar Constantin al IV-lea decide să încheie un tratat, prin care Imperiul Bizantin plătea un tribut anual. Aceste evenimente au marcat stabilirea statului bulgar și recunoașterea acestuia de către bizantini. În tradiția târzie, Asparuh este creditat de construirea marilor orașe precum Pliska și Silistra, și a unuia dintre zidurile bulgare de la Dunăre la Marea Neagră. În timp ce caracterul tribal și hegemonic a statului bulgar, în primele secole după înființarea acesteia este evident, istoricii bulgari au subliniat stabilirea unei capitale și de o tradiție de stat care ar putea fi privită ca națională.
În acord cu tradiția, Asparuh a murit în lupta cu hazarii pe Dunăre. O teorie avansată de istoricul bulgar Vaklinov, cî mormântul acestuia se află în apropriere de Voznesenka pe Nipru în Ucraina. 
Vârful Asparuh de pe insula Livingston din insulele South Shetland, Antarctica este numit după Asparuh al Bulgaria.